# American Secret Service
American Secret Service è un film del 1968 diretto da Enzo Di Gianni. 
È un film di montaggio ottenuto unendo pezzi di due altre pellicole: Scandali nudi e Che femmina!! e... che dollari!.

## Trama
L'elemento chiave degli episodi del film è un cantastorie che racconta due storie. La prima  parla di due investigatori americani pasticcioni  che giungono a Napoli per cercare una ricca giovane ereditiera (Dalida) che li beffa entrambi sotto sembianze di una gitana.
Nella seconda un uomo calabrese tenta di indurre alla prostituzione un gruppo di contadine; ma sempre due poliziotti dell'F.B.I. (Franco e Ciccio) sono sulle sue tracce.